# La conseguenza
La conseguenza (The Aftermath) è un film del 2019 diretto da James Kent con protagonisti Keira Knightley, Alexander Skarsgård e Jason Clarke.
La pellicola è l'adattamento cinematografico del romanzo del 2013 The Aftermath, opera dello scrittore gallese Rhidian Brook, co-sceneggiatore nel film.

## Trama
Nell'inverno pungente del 1946, nella Germania del dopoguerra, Rachael Morgan giunge tra le rovine di Amburgo per ricongiungersi con suo marito Lewis, un colonnello britannico incaricato di ricostruire la città distrutta. Ma mentre si dirigono verso la loro nuova casa, Rachael rimane sbalordita di fronte alla decisione inaspettata di Lewis: i due condivideranno la grande casa con i suoi precedenti proprietari, un vedovo tedesco e sua figlia, in difficoltà. In un crescendo di tensione, l'inimicizia e il dolore incominciano a lasciare posto alla passione e al tradimento.

## Produzione
Nell'agosto del 2016 la Fox Searchlight Pictures acquista i diritti cinematografici del romanzo annunciando il film con protagonisti Keira Knightley e Alexander Skarsgård, diretto da James Kent e prodotto da Ridley Scott.
Le riprese del film sono iniziate nel gennaio 2017 a Praga.

## Promozione
Il primo trailer del film viene diffuso il 16 ottobre 2018.

## Distribuzione
Il film è stato presentato in anteprima il 26 febbraio 2019 al Glasgow Film Festival e poi distribuito nel Regno Unito e in Irlanda dal 1º marzo 2019. Negli Stati Uniti d'America è stato distribuito nelle sale dal 15 marzo 2019, mentre in Italia dal 21 marzo.

### Divieti
Negli Stati Uniti il film è stato vietato ai minori di 17 anni per la presenza di "contenuti sessuali, nudità, violenza e immagini disturbanti".